# 電子伝達体
電子伝達体（でんしでんたつたい）とは生体内における電子伝達反応を担う化合物の総称である。電子伝達体の多くには、補酵素、補欠分子族の中でも特に鉄、あるいはそれに含まれない多くの物質が含まれているが、その全てが電子を受け取る「酸化型」および電子を与える「還元型」の2つの状態を取る。また二電子還元を受けるものでは中間型（一電子還元型）も取り得る。別名水素伝達体、電子伝達物質など。

## 電子伝達体の反応
電子伝達体は電子の授受の行いやすさによって以下の状態を取る。
- 電子受容体 — 電子を受け取りやすい状態、酸化型
- 電子供与体 — 電子を放出しやすい状態、還元型

これらそれぞれの状態は、以下の収支式によって説明される。
- 電子受容体（酸化型） + H+ + e− = 電子供与体（還元型）

この反応が、連鎖的に起きることによって酸化と還元が同時に別の電子伝達体で同時に発生し、電子伝達が行われる。
- A（酸化型） + e− → A（還元型）
- A（還元型） + B（酸化型） → A（酸化型） + B（還元型）
- B（還元型） + C（酸化型） → B（酸化型） + C（還元型）…

上記の反応の方向性は、酸化還元電位が低いほうから高いほうに流れる。すなわち、AからBには自然に電子は流れてもBからAに電子を流すにはエネルギーの投入が必要となる。

## 酸化還元電位
上記の酸化還元電位 (E0) とは、電子伝達体の電子の受け取りやすさおよび放出しやすさの尺度である。一般に
- 酸化還元電位が高い → 電子を受け取りやすい
- 酸化還元電位が低い → 電子を放出しやすい

すなわち、電子は酸化還元電位の低いほうから高いほうに流れる。酸化還元電位の単位はボルト (V) であるために、エネルギー的には自然数の増加とは逆の表現となり、マイナス方向に大きいと「大」、プラス方向に大きいと「小」となる。
酸化還元電位の測定はその基準に、H2 → 2 H+ + 2 e− という反応を用いるが、水素ガス1気圧、プロトン活量が1モル時の反応であり、生体内においてはこのような極限環境は存在しない（いわゆるpH = 0の状態）。したがって生体内を 25 ℃、pH 7.0 としたときを標準状態としてそのときの酸化還元電位を中点酸化還元電位（E0' あるいは Em,7）とする。電子伝達体の場合は単に酸化還元電位と書くと中点酸化還元電位を意味することが多い。呼吸鎖複合体の酸化還元電位を以下に示す。
- NADH: E0' = −0.32 V
- FADH2: E0' = −0.22 V
- ユビキノール: E0' = +0.10 V
- シトクロムc: E0' = +0.25 V
- 酸素分子（最終電子受容体）: E0' = +0.82 V

電子は上から下に流れ、各呼吸鎖複合体でプロトン濃度勾配を形成する（仕事）。形成されたプロトン濃度勾配を用いてATP合成酵素でエネルギー保存を行う。
酸化還元電位の詳細については、酸化還元電位を参照。

## 電子受容体
電子受容体（でんしじゅようたい、electron acceptor）とは、電子を他の物質から自分自身へと移動させる化学物質である。電子の受け取りは電子受容体自身を還元させ、また、電子供与体を酸化させる。このため、電子受容体は本質的に(特定の物質に対する)酸化剤である。典型的な酸化剤は他の物質と共有結合またはイオン結合することにより電子を完全かつ不可逆に受け取り、恒久的に他の物質へと変化する。実際には電子は完全に移動せず、したがって電子受容体が受け取る電荷はより少ない場合が多い。この場合、電子供与体と受容体は電子共鳴により電子を共有する。また、電子の授受の過程で一時的に電荷移動錯体が形成される。
電子受容体が電子を受け取る能力の程度は電子親和力として測定できる。電子親和力とは、最低空軌道（LUMO）を電子で満たしたときに放出されるエネルギーの大きさである。
電子供与体から受容体への電子の授受の際のエネルギー差(ΔE)、エネルギーの獲得量または損失量は受容体の電子親和力（A）の変化と供与体のイオン化エネルギー（I）との差によって決まる。
{\displaystyle {\Delta }E=A-I\,}
化学において、電子を一つだけでなく、2つ獲得して共有結合を形成する電子受容体はルイス酸に分類される。この結合形成はルイス酸塩基の化学分野において普遍的にみられる現象である。電子供与体および受容体の挙動原理は電子供与体の電気陽性度と電子受容体の電気陰性度の原子または分子実体の理論に基づく。電子受容体は生物において生化学反応のエネルギー源となり、細胞呼吸や光合成といったエネルギー獲得過程や、有機物の生分解に関与したりする。

### 電子受容体の一覧
電子受容体には酸素分子、硝酸イオン、鉄イオン(III)、マンガンイオン(IV)、硫酸イオン、二酸化炭素がある。一部の微生物細胞の場合、テトラクロロエチレン(PCE)、トリクロロエチレン(TCE)、ジクロロエチレン(DCE)、およびクロロエチレン(VC)といった塩素化溶媒も電子受容体として働く。電子受容体は生物において生化学反応のエネルギー源となり、細胞にエネルギーを与えたり、有機物の生分解に関与したりする。

## 電子供与体
電子供与体（でんしきょうよたい、electron donor）とは、自分自身の電子を他の化学物質に転移させる化学物質である。電子の授与は電子供与体自身を酸化させ、また、電子受容体を還元させる。このため、電子受容体は本質的に(特定の物質に対する還元剤である。
電子供与体が電子を与える能力の程度はイオン化エネルギーとして測定できる。イオン化エネルギーとは、最高被占軌道（HOMO）から電子を放出させるのに要するエネルギーの大きさである。化学において、電子を一つだけでなく2つ渡して共有結合を形成する電子供与体はルイス塩基に分類される。
生物学において、電子供与体による電子受容体への電子の供与はエネルギーを放出させる。この過程（電子伝達系）において電子供与体は酸化され、受容体は還元される。細菌などの微生物は電子伝達系によりエネルギーを得る。電子伝達系は細胞呼吸にも関与する。
炭化水素、クロロエチレンなどの低級の塩素化溶媒、土壌有機物、還元された無機化合物などは生細胞において電子供与体となり得る。

## 電子伝達体の一覧
電子伝達体はその構造や酸化還元電位で類別は行われていないが、大まかに存在している生物や電子伝達系によってある程度類別される。以下にそれらのリストと簡単な説明を提示しておく。

### 呼吸鎖複合体に使用される電子伝達体
ニコチンアミドアデニンジヌクレオチド (NAD+/NADH)
クエン酸回路から電子伝達系への電子伝達を担う主要な電子伝達体。ナイアシンを原料とする。二電子還元を受けるが中間体は生成しない。
E0' = −0.32 V。
フラビンモノヌクレオチド (FMN/FMNH2)
呼吸鎖複合体IのNADH還元活性を担う補欠分子族。ビタミンB2を原料とする。二電子還元を受けて中間型を形成する。
E0' = −0.22 V。
フラビンアデニンジヌクレオチド (FAD/FADH2)
クエン酸回路のコハク酸脱水素酵素の補欠分子族。ユビキノールに電子伝達を行う活性を触媒する。FMN と同じくビタミンB2を原料とする。
E0' = −0.22 V。
ユビキノン (UQ)
ミトコンドリア内膜に存在する電子伝達系内部の電子伝達体。ビタミンQと呼ばれることもある。分子内に比較的長い炭素鎖を持つために有機溶媒で洗うと溶出する。
E0' = +0.10 V。
シトクロム (Cyt)
呼吸鎖複合体の一部や遊離して電子伝達体となるヘムタンパク質。内部のヘムによって酸化還元電位が異なる。
呼吸鎖で使用されるシトクロムcは E0' = +0.25 V。

### 光合成で使用される電子伝達体
ニコチンアミドアデニンジヌクレオチドリン酸 (NADP+/NADPH)
NAD+ と良く似た構造を持つが、残基の一部がリン酸に置換されている。光化学反応とカルビン-ベンソン回路を結ぶ電子伝達体。NAD+ と同じくナイアシンを原料とし二電子還元を受けるが中間型を生成しない。
E0' = −0.32 V。詳細はニコチンアミドアデニンジヌクレオチドリン酸を参照。
プラストキノン (PQ)
ユビキノンに良く似るが、細部の構造が異なっている。光化学系IIからシトクロムb6/f複合体への電子伝達を担う。
E0' = +0.10 V。詳細はプラストキノンを参照。
プラストシアニン (PCy)
シトクロムb6/f複合体から光化学系Iへの電子伝達を担う。銅を含むタンパク質であり青色。一電子還元を受ける。
E0' = +0.40 V。詳細はプラストシアニンを参照。
フェレドキシン (Fd)
光合成以外にも多くの原核生物での電子伝達に用いられる鉄・硫黄クラスターを含むタンパク質。光化学系Iから NADP+ への電子伝達に関与する。極めて低い酸化還元電位を持つ。
E0' = −0.43 V。詳細はフェレドキシンを参照。
クロロフィル (Chl)
集光色素として良く知られるが、光化学系複合体内部のクロロフィルスペシャルペアでは電子伝達体として機能する。光化学系によって励起された電子をフェオフィチンに伝達する。詳細はクロロフィルを参照。
フェオフィチン (Pheo)
クロロフィルからマグネシウムが抜けた物質。光化学系複合体内部の電子伝達に関与する。
光化学系複合体のフェオフィチンではE0'= -0.40V。詳細はフェオフィチンを参照。
チオレドキシン (Trx)
光合成に関与する酵素の光活性化過程に関与する電子伝達体。RubisCOなどはこの反応系で活性化される。フェレドキシンから電子を受容する。

### そのほか原核生物などに使用される電子伝達物質
メナキノン (MQ, MK)
大腸菌等一般的な原核生物でユビキノンの代わりに使用される。光合成細菌の光化学系でもプラストキノンの代わりに使用される。別名ビタミンK
カルダリエラキノン (CQ)
Sulfolobus 属など好熱性クレン古細菌の呼吸鎖複合体で使用される。
補酵素F420 (F420)
メタン菌の非金属性ヒドロゲナーゼの電子受容体として機能する。メタン発酵に主要な役割を果たすが、中にはこの補酵素に依存しないメタン菌も存在する。
ロドキノン (RQ)
コハク酸呼吸の際に電子供与体（ロドキノール）となる電子伝達体。詳しくは呼吸鎖複合体IIを参照。
青色銅タンパク質 (Blue-Cu)
複合体IVのサブユニットの一部を構成していたと考えられる。呼吸鎖複合体の進化していない嫌気性細菌などでは良くみられる。
リスケ鉄硫黄タンパク質 (Riske)
複合体IIIのプロトンサイクル機構を担う可動性サブユニットの一部を構成していたと考えられる。タンパク質内に鉄・硫黄クラスターを含む。